# آي دونت نو هاو بات ذي فاوند مي
«آي دونت نو هاو بات ذي فاوند مي» (بالإنجليزية: I Don't Know How But They Found Me)‏ (أحيانا تختصر لتصبح IDKHBTFM أو IDKHow) هو ثنائي أمريكي يتموقع في مدينة سولت ليك، يوتاه تكون سنة 2016. يشمل كلا من المغني الرئيسي وعازف البيس دالون ويكس وعازف الطبول ريان سيمان. قبل انضمام الثنائي لشركة تسجيلات Fearless وصفت بأنها «أسخن فرقة غير مسجلة في العالم» في غلاف مجلة Rock Sound في مارس سنة 2018.

## التاريخ

### التشكل والسرية
قبل تشكل الفرقة كان دالون ويكس وريان سيمان صديقين لمدة طويلة وعملا معا في الماضي. انضم «سيمان» لفرقة «ويكس» السابقة «ذا بروبيكس» سنة 2008 وعزف على الطبول في بعض مشاريع «ويكس» الفردية، مثل الأغنيتين «عطل حلوة لدرجة ممرضة» و «أرجوك لا تقفز (إنه عيد الميلاد)».
في البداية كان ويكس يكتب ويسجل أغان وحده أثناء عمله مع بانيك! آت ذا ديسكو لعدة سنوات. عزف «سيمان» الطبول لهذه التسجيلات، مما أدى لطلب ويكس من هذا الأخير أن يشكلا ثنائيا.
وفقا لتغريدات قديمة ومقابلات مع ويكس فإن الفكرة وراء فرقة «آي دونت نو هاو بات ذي فاوند مي» ترجع لسنة 2009. الترقيم في اسم الفرقة خاطئة عن قصد، بحيث لا فاصلة علوية في كلمة "don't" ولا فاصلة بعد كلمة "how". أنسب ويكس فكرة ترك علامات الترقيم لتجربته مع بانيك! آت ذا ديسكو، وصرح أن «الترقيم كان أمرا كبيرا [في الفرقة]، لذلك أردت أن أقوم بالمقاربة المعاكسة وأتخلص منها كلها». اسم الفرقة مستوحى من اقتباس من فيلم «العودة إلى المستقبل».
بدأ ويكس وسيمان بأداء عروض صغيرة في أواخر سنة 2016 سرا. ظهروا أول مرة في ذكرا مرور سنتين على حدث إيمو نايت بلوس أنجلوس يوم 6 دجنبر 2016. بعد العرض كتبت عدة مصادر حول «مشروع جانبي جديد» لويكس وسيمان وأعلنوا اسم الفرقة. أنكر ويكس وسيمان وجود مشروع لأشهر حتى عندما ووجها بصور وفيديوهات أخدت أثناء العروض. صرح ويكس لاحقا بأنهما لم يرغبا أن يستغلا علاقتهما بالفرق المشهورة التي عملا معها. ترك سيكان فرقته Falling in Reverse في ماي 2017، وتبعه ويكس الذي ترك بانيك! آت ذا ديسكو في دجنبر.

### الجولات وأسطوانة 1981 المطولة
أعلن الثنائي عن أول أغنية له «قابيل اليوم المعاصر» يوما قبل صدورها عبر منشور في حسابهم على الانستغرام. يوم 18 غشت 2017 صدرت الأغنية دون أي شركة للإنتاج على آي تيونز وسبوتيفاي وتبعها فيديو موسيقي في نفس اليوم. صعدت الأغنية المنفردة للرتبة الثامنة على لوائح توب 10 للموسيقى البديلة لآي تيونز في يوم صدورها.
صدرت الأغنية المنفردة الثانية للفرقة «اختنق» يوم 26 أكتوبر 2017. وهي أيضا نشرتها الفرقة دون تدخل شركة إنتاج ورافقها فيديو لكلمات الأغنية. صعدت الأغنية للرتبة السابعة على لوائح توب 100 للموسيقى البديلة.
قامت الفرقة ببعض الجولات القصيرة بين يوليوز ودجنبر سنة 2017، فأدت عدة عروض في ولاية يوتا وكاليفورنيا وولايات مجاورة أخرى، بالإضافة لعرض في نيويورك. كما قاما بأداء عروض افتتاحية لفرقتي «ذي أكوابيتس» و «داشبورد كونفشونال».
أصدرا يوم 14 مارس 2018 أغنية «لا أحد يحب الفرقة الافتتاحية» وكانت متوفرة للتحميل المجاني من نوقع الفرقة ورافقها فيديو موسيقي. يوم 28 مارس أعلن أن الفرقة ستأدي بمهرجانية «ريدنغ وليدز». يوم 24 غشت 2018 أصدرت شركة «تسجيلات فيرلس» أغنية جديدة للثنائي تحت اسم «أفعله طول الوقت».
أعلن الثنائي في أكتوبر عن أسطوانته المطولة الأولى بعنوان «أسطوانة 1981 المطولة» (1981 Extended Play) مع تاريخ إصدار في 9 نونبر. لاحقا في نفس الشهر أصدرا أغنية منفردة من الأسطوانة المطولة بعنوان «انزف سحرا» (Bleed Magic). بلغت الأسطوانة المطولة عند صدورها قمة لائخة بيلبورد Heatseekers.
في مارس 2019 أعلن الثنائي عن جولة «حرارة الليل» (Night Heat) المكونة من 17 موقفا في أنحاء أمريكا الجنوبية، بالإضافة لتواريخ مهرجانات من 28 أبريل إلى 18 ماي كفرقة مساندة لفرقة Superet.
أصدر الثنائي في 26 أبريل 2019 الأغنية المنفردة «اختنق (صوتية)»
(Choke (Acoustic))، وهي نسخة بأسلوب الكباريه لأغنيتهم الناجحة.
أصدرت الفرقة أسطوانة مطولة لعيد الميلاد بعنوان «دراغ عيد الميلاد» (Christmas Drag) يوم 15 نونبر 2019 تتضمن نسخة مقلدة من «عيد ميلاد سعيد للجميع» (Merry Christmas Everybody). صدرت بعدها ثلاثة فيديوهات موسيقية، واحد لكل أغنية في الأسطوانة المطولة.

### رازماتاز(2020-الحاضر)
في 5 غشت 2020 أصدرت الفرقة فيديو كلمات لأغنية بعنوان «أتركني وحدي» (Leave Me Alone) وأعلنت عن ألبوم قادم بعنوان «رازماتاز» (Razzmatazz). صدرت أغنية «رازماتاز» (Razzmatazz) مع فيديو كلمات يوم 16 شتنبر، وصدرت أغنية «اختراع جديد» (New Invention) مع فيديو كلمات يوم 2 أكتوبر. صدر الألبوم في 23 أكتوبر 2020.

## جولات
- جولة المحتوى (2018)
- جولة الترفيه: أمريكا الشمالية (2018؛ كفرقة مساعدة)[41]
- جولة حرارة الليل (2019)[42]
- جولة لاقطات الشمس الفضية (2019 ؛ كفرقة مساعدة)[43]

## الأسلوب الموسيقي والتأثيرات
على موقع الصفحة وصفت نفسها بأنها «...فرقة خارج الزمن. فرقة اختفت في الظلام بعد معاناتها لتجد النجاح في أواخر السبعينات وأوائل الثمانينات.» موسيقى الفرقة ومظهرها وحضورها على مواقع التواصل الاجتماعي، كلها متأثرة بأسلوب ثمانينات القرن العشرين ويمكن وصفها بسينثبوب. صرح ويكس بأنه يحصل على الإلهام من الثقافة الشعبية لهذه الفترات الزمنية.
وصف أسلوبهم بالإندي بوب، الإليكترونيك روك، موسيقى الموجة الجديدة، موسيقى بديلة، و «إليكترو بوب روك»، بالإضافة إلى خليط بوب متأثر بالروك من «غاراج روك الستينات، غلام روك السبعينات، الموجة الجديدة في الثمانينات، والأيام المبكرة للبريت بوب». وصف ويكس نفسه أسلوبهما الموسيقي على تويتر بأنه إندي بوب، "hipster nonsense" و "Glam Wham".
ذكر ويكس من بين عدة فنانين مارك بولان، ديفيد بوي، أوينغو بوينغو، إلفيس كوستيلو، ذا إنك سبوتس، وجوي جاكسون كتأثيرات موسيقية على صوت الفرقة.

## أعضاء الفرقة
- دالون ويكس – غناء رئيسي، غيتار البيس، غيتار، بيانو، آلات المفاتيح، سنثسيزر، إنتاج
- ريان سيمان – طبول، آلات إيقاعية، غناء مساند

## ديسكوغرافيا

### ألبومات استوديو
| عنوان      | تفاصيل | أعلى رتبة على اللوائح | أعلى رتبة على اللوائح | أعلى رتبة على اللوائح | أعلى رتبة على اللوائح | أعلى رتبة على اللوائح |
| عنوان      | تفاصيل | الولايات المتحدة      | و.م.أ ألبومات بديلة   | و.م.أ هيتسيكرز        | و.م.أ روك             | المملكة المتحدة       |
| ---------- | --- | --------------------- | --------------------- | --------------------- | --------------------- | --------------------- |
| Razzmatazz | - تاريخ الإصدار: 23 أكتوبر 2020 - شركات الإنتاج: Fearless Records - الصيغة: قرص مضغوط، شريط سمعي، تحميل رقمي، أسطوانة LP | 122                   | 11                    | 2                     | 22                    | 87                    |

### أسطوانات مطولة
| عنوان              | تفاصيل |
| ------------------ | --- |
| 1981 Extended Play | - تاريخ الإصدار: 9 نونبر 2018 - شركات الإنتاج: Fearless Records - الصيغة: قرص مضغوط، شريط سمعي، تحميل رقمي، شريط LP |
| Christmas Drag     | - تاريخ الإصدار: 15 نونبر 2019 - شركات الإنتاج: Fearless Records - الصيغة: تحميل رقمي                               |

### أغان منفردة
| عنوان                           | سنة                                                | ألبوم                        |
| ------------------------------- | -------------------------------------------------- | ---------------------------- |
| "Modern Day Cain"               | 2017                                               | اغنية منفردة لا تنتمي لألبوم |
| "Choke"                         | 2017 (صدرت ثانية سنة 2018 من طرف Fearless Records) | 1981 Extended Play           |
| "Nobody Likes The Opening Band" | 2018                                               | Razzmatazz                   |
| "Do It All The Time"            | 2018                                               | 1981 Extended Play           |
| "Bleed Magic"                   | 2018                                               | 1981 Extended Play           |
| "Leave Me Alone"                | 2020                                               | Razzmatazz                   |
| "Razzmatazz"                    | 2020                                               | Razzmatazz                   |
| "New Invention"                 | 2020                                               | Razzmatazz                   |
| "Lights Go Down"                | 2020                                               | Razzmatazz                   |

## وصلات خارجية
- آي دونت نو هاو بات ذي فاوند مي على موقع ميوزك برينز (الإنجليزية)
- آي دونت نو هاو بات ذي فاوند مي على موقع أول ميوزيك (الإنجليزية)
- آي دونت نو هاو بات ذي فاوند مي على موقع ديسكوغز (الإنجليزية)

- الموقع الرسمي